# Villa Bonomi Cereda Gavazzi Aliprandi
La villa Bonomi Cereda Gavazzi Aliprandi è una villa barocca di Desio (provincia di Monza e della Brianza, situata in via Giacomo Matteotti.

## Storia
È attribuita alla fine del Seicento. Agli inizi del Settecento compare nel catasto teresiano come proprietà di Cesare Bindone, con quattro corpi di fabbrica intorno ad un cortile e una piazza semicircolare antistante, in seguito scomparsa. 
Fu successivamente ristrutturata. Nell'Ottocento era di proprietà dell'industriale Luigi Bonomie fu saccheggiata nel 1847 durante una rivolta. Fu ereditata dalla famiglia Cereda, che la vendette verso il 1880 all'ingegnere Pio Gavazzi, da cui passò prima agli Aliprandi e poi alla Banca Popolare di Bergamo.

## Descrizione
Presenta una pianta ad U, che racchiude un cortile centrale. Il corpo principale è a due piani dotato al centro di un porticato a tre arcate sorrette da colonne binate, sopra il quale insiste un terzo piano. I corpi laterali, sempre a due piani, chiudono parzialmente anche il lato di ingresso. Dal centro dei lati un'arcata che in origine permetteva il collegamento con due cortili laterali, oggi scomparsi.
Le facciate sono decorate con semplici lesene a fascia e con le incorniciature piatte delle finestre.
Il parco si estendeva fino agli anni sessanta del XX secolo fino a via Diaz ed aveva assunto nell'Ottocento il carattere paesaggistico in voga allora, con collinetta, laghetto e macchie arboree sparse.
La cancellata d'ingresso, scandita da quattro plinti sormontati da statue di leoni ha dato il nome popolare a questo edificio di "curt di leon".